# Pierre Bobot
Pierre Bobot, né Pierre Robert Serge Bobot le 16 février 1902 dans le 1er arrondissement de Paris et mort le 23 août 1974 à Avranches, est un peintre et laqueur français.

## Biographie
Pierre Bobot réalise trois panneaux de laque pour le salon de musique du paquebot France. Il expose au Salon d'hiver de 1936 à 1950.
Il est le père de Marie-Thérèse Bobot (1929-2011), conservateur au Musée Cernuschi, musée d'art asiatique de la ville de Paris et professeur à l’École du Louvre. Pierre Bobot eut un atelier à Montparnasse, situé 32 rue Mathurin Régnier, de 1937 à 1946.

## Élève
- Jean-Pierre Pophillat (1937-2020), en 1954-1957 à l'École nationale supérieure des arts appliqués et des métiers d'art.